# Zoo di Naples
Lo zoo di Naples è uno zoo situato nella città di Naples, in Florida, Stati Uniti d'America. Realizzato  nel 1969, copre un'area di 17 ettari. Lo Zoo di Napoli è aperto tutti i giorni dalle 9:00 a.m alle 4:30 p.m.